# بيتشكرافت سوبر كينغ إير
بيتش كرافت سوبر كينغ إير (بالإنجليزية: Beechcraft Super King Air)‏ هي طائرة ركاب بمحركين أنتجت في 1972. من صناعة بيتشكرافت. كان أول طيران لها في 27 أكتوبر، 1972. صنع منها 3,550 طائرة، وسعر الطائرة الواحدة منها هو 7.57 مليون دولار (2009).

## تطوير الطائرة

### سوبر كينغ إير 200
هو التطوير الجديد لطراز 100 كينغ إير

### سوبر كينغ إير 300/350
حقق طراز 200 نجاحاً كبيراً فبدأت شركة بيتش كرافت بتطوير طراز جديد تمت تسميته سوبر كينغ إير 300

## طرازات أخرى
- بيتش كرافت 1900